# گمینا ماو پووتسک
گمینا ماو پووتسک (به لهستانی:  Gmina Mały Płock) یک گمینا در لهستان است که در شهرستان کولنو واقع شده‌است. گمینا ماو پووتسک ۱۴۰٫۰۶ کیلومتر مربع مساحت و ۵٬۰۵۱ نفر جمعیت دارد.